# Miguel Ibarra
Pour les articles homonymes, voir Ibarra.
Miguel Ángel Ibarra Andrade, dit Miguel Ibarra, est un joueur international américain de soccer, né le 15 mars 1990 à New York, aux États-Unis, jouant au poste de milieu offensif à l'Independence de Charlotte en USL League One.

## Biographie

### Carrière en club
Après son parcours universitaire, la franchise des Timbers de Portland sélectionne Miguel Ibarra dans la deuxième ronde (vingt-septième choix au total) du repêchage universitaire de la Major League Soccer. Néanmoins, il ne signe pas de contrat avec la franchise.
Le 13 mars 2012, il rejoint les Stars du Minnesota en NASL. Le 8 avril, il fait ses débuts professionnels en NASL lors d'un match nul et vierge (0-0) face aux RailHawks de la Caroline. Il est nommé au NASL Best XI en 2013 et 2014, joueur du mois de NASL en septembre 2014, et reçoit le Ballon d'or 2014. Enfin, il est élu meilleur joueur de la ligue à la fin de la saison.
Le 10 juin 2015, il rejoint le club mexicain du FC León évoluant en Liga MX, pour une indemnité de transfert estimée à un million de dollars. Le 26 juillet, il fait ses débuts en Liga MX lors d'une victoire 3-1 contre le Santos Laguna. Puis, le 1er novembre, il inscrit son premier but contre le CF Atlas lors d'une victoire 2-1.
En janvier 2017, il fait son retour au Minnesota United pour sa saison inaugurale en MLS. Les Timbers possédant ses droits en MLS, Minnesota récupère son contrat lors d'un échange contre le gardien Jeff Attinella. Le 4 mars, il réalise ses débuts en MLS lors d'une lourde défaite 5-1 face aux Timbers de Portland.
À l'issue de la saison 2019, il est laissé libre par Minnesota United. Il s'engage ensuite, le 20 février 2020, avec les Sounders de Seattle. Il ne participe qu'à douze rencontres avec les Sounders avant d'être de nouveau laissé libre en fin de saison. Il rejoint alors le Loyal de San Diego en USL Championship en mai 2021.
Il s'engage aux Stars de Tacoma, franchise de Major Arena Soccer League, le 18 février 2022 et opère donc à une transition vers le soccer intérieur. Pourtant, quelques semaines plus tard, il revient en extérieur et s'engage à l'Independence de Charlotte et rejoint ainsi la USL League One.

### Carrière internationale
Miguel Ibarra compte trois sélections avec l'équipe des États-Unis depuis 2014.
Il est convoqué pour la première fois en équipe nationale par le sélectionneur Jürgen Klinsmann, pour un match amical contre l'Équateur en octobre 2014, devenant le premier joueur américain de deuxième division convoqué en sélection nationale depuis 2005. 
Le 14 octobre 2014, il honore sa première sélection contre le Honduras en amical. Lors de ce match, Miguel Ibarra entre à la 90e minute de la rencontre, à la place de Mix Diskerud. La rencontre se solde par un match nul de 1-1.

## Distinctions personnelles
- Membre de l'équipe type de NASL en 2013 et 2014
- Élu meilleur joueur de NASL en 2014

## Statistiques
| Saison                | Club                      | Championnat           | Championnat | Championnat | Coupe(s) nationale(s) | Coupe(s) nationale(s) | Compétition(s) continentale(s) | Compétition(s) continentale(s) | Compétition(s) continentale(s) | Séries | Séries | États-Unis | États-Unis | Total | Total |
| Saison                | Club                      | Division              | M.          | B.          | M.                    | B.                    | Comp.                          | M.                             | B.                             | M.     | B.     | M.         | B.         | M.    | B.    |
| 2012                  | Minnesota Stars           | NASL                  | 23          | 3           | 3                     | 1                     | -                              | -                              | -                              | 5      | 1      | -          | -          | 31    | 5     |
| 2013                  | Minnesota United          | NASL                  | 26          | 1           | 1                     | 0                     | -                              | -                              | -                              | -      | -      | -          | -          | 27    | 1     |
| 2014                  | Minnesota United          | NASL                  | 26          | 8           | 1                     | 0                     | -                              | -                              | -                              | 1      | 1      | 1          | 0          | 29    | 9     |
| 2015                  | Minnesota United          | NASL                  | 9           | 3           | 1                     | 0                     | -                              | -                              | -                              | -      | -      | 2          | 0          | 12    | 3     |
| 2015-2016             | FC León                   | Liga MX               | 7           | 1           | 11                    | 3                     | -                              | -                              | -                              | 1      | 0      | -          | -          | 19    | 4     |
| 2016-2017             | FC León                   | Liga MX               | 0           | 0           | 1                     | 0                     | -                              | -                              | -                              | -      | -      | -          | -          | 1     | 0     |
| 2017                  | Minnesota United          | MLS                   | 29          | 3           | 0                     | 0                     | -                              | -                              | -                              | -      | -      | -          | -          | 29    | 3     |
| 2018                  | Minnesota United          | MLS                   | 33          | 7           | 2                     | 0                     | -                              | -                              | -                              | -      | -      | -          | -          | 35    | 7     |
| 2019                  | Minnesota United          | MLS                   | 22          | 1           | 2                     | 1                     | -                              | -                              | -                              | 0      | 0      | -          | -          | 24    | 2     |
| 2020                  | Sounders de Seattle       | MLS                   | 12          | 0           | 0                     | 0                     | LCC                            | 0                              | 0                              | -      | -      | -          | -          | 12    | 0     |
| 2021                  | Loyal de San Diego        | USLC                  | 28          | 2           | -                     | -                     | -                              | -                              | -                              | 1      | 0      | -          | -          | 29    | 2     |
| 2022                  | Independence de Charlotte | USL1                  | 23          | 3           | 1                     | 0                     | -                              | -                              | -                              | -      | -      | -          | -          | 24    | 3     |
| Total sur la carrière | Total sur la carrière     | Total sur la carrière | 238         | 32          | 23                    | 5                     | -                              | -                              | -                              | 8      | 2      | 3          | 0          | 272   | 39    |